# Nadin
Ravnokotarsko selo Nadin (Nedinium, Nedinum) nalazi se istočno od Zadra a 11 km zapadno od Benkovca.
Nadin je selo u Zadarskoj županiji, koje se nalazi u podnožju starog grada Nadina. 

## Upravna organizacija
Upravnom organizacijom je mjesna zajednica u sastavu   Grada Benkovca.

## Stanovništvo
| broj stanovnika | 378   | 393   | 259   | 279   | 385   | 424   | 580   | 788   | 504   | 754   | 890   | 911   | 646   | 666   | 439   | 406   | 371   |
|                 | 1857. | 1869. | 1880. | 1890. | 1900. | 1910. | 1921. | 1931. | 1948. | 1953. | 1961. | 1971. | 1981. | 1991. | 2001. | 2011. | 2021. |

## Povijest
Ilirskim je naseljem u liburnsko-rimskom dobu. Rimskim izvori zovu grad Nadinum, Nedinium, Nedinum, kao naselje iznad četiri kilometra prostranoga Nadinskog polja, na putu iz Asserije (Podgraa) za Zadar. Mate Suić smatra da vjerojatno potječe od 1. do 7. stoljeća. Od te su naseobine sačuvane njeni gradski bedemi visine od par metara. Bedemi su bili su gradeni od velikih blokova.
Nadinski je kraj bio u posjedu hrvatskog plemićkog roda Kačića.pleme (XII–XVI. st.).
1527. okupiran od Turaka do 1647. Mlečani su ga oslobodili od Turaka koji su ga pri bijegu spalili. Stanovništvo koje je za mletačko-turskih ratova izbjeglo otišlo je u istarsko mjesto Premanturu.
U drugom svjetskom ratu dana 29. rujna 1944. partizani su spalili zaseok Vrsaljko pri čemu je stradalo na desetke osoba mahom civila.[nedostaje izvor] Također su spalili i župnu kuću koja nikad nije obnovljena i crkvu sv. Ante Padovanskoga.
Mjesto je stradalo i u velikosrpskoj agresiji na Hrvatsku. Tada su srpski odmetnici uz pomoć JNA su počinili masovni ratni zločin u ovom selu 19. studenoga 1991. godine., dan nakon masakra u Škabrnji i na Ovčari. Tog dana su ubili 14 hrvatskih civila, preživjeli seljani su protjerani, a imovinu seljanima su zapalili ili opljačkali.

## Promet
Nalazi se jugozapadno od autoceste kralja Tomislava, autoceste Split-Zagreb.
Južno od Nadina prolazi željeznička pruga Zadar - Knin.

## Znamenitosti
- nastamba plemena Kačić
- Ostaci starog grada Nadina
- crkva svetog Ante Padovanskog 17.st.
- Kapelica Sv. Ante Padovanskog 1999.
- Kapelica Sv. Nikole 2010.

## Poznate osobe
- između 1500. i 1510. rođen Andrija Medulić, hrvatski slikar i grafičar
- Ivan Prenđa, zadarski nadbiskup, 1960-ih je bio župnikom u Nadinu

- Dinko Ožaković, hrv. nogometni sudac

## Vanjske poveznice
- Nedinum Hrvatska tehnička enciklopedija, portal hrvatske tehničke baštine. LZMK

|  | Portal Hrvatske – Pristup člancima s tematikom o Hrvatskoj. |